# Barney Bear
Barney Bear (no Brasil como, Urso Barney) é uma série de filmes de curta-metragens de animação estadunidense criado por Hugh Herman e Rudolph Ising, e produzida pelo Metro-Goldwyn-Mayer entre 10 de junho de 1939 e 31 de julho de 1954.
A maioria dos curtas do Urso Barney foram dirigidos por Dick Lundy, a partir da década de 50, ele foi o primeiro diretor a mudar a personalidade do personagem Pica-Pau.
No curta The Prospecting Bear de 1941, Barney aparece com um burro chamado Benny Burro. Embora Benny só tenha feito mais duas aparições em desenhos animados, ele viria a figurar como amigo de Barney em numerosas histórias em quadrinhos, algumas delas produzidas por Carl Barks, famoso por quadrinhos Disney.
A Disney criou uma personagem baseada no Urso Barney, onde foi exibida em algumas curtas do famoso personagem Pato Donald e também chegou a ter um episódio com o seu ícone.
A exemplo do Droopy, o sucesso do Urso Barney não se compara ao obtido pelos desenhos de Tom and Jerry. Quando passaram a ser dirigidos por Dick Lundy na década de 1950, os desenhos de Barney tiveram mudanças na qualidade de animação assim como o personagem que passou a ser mais expressivo e mais esperto em suas ações. A produção dos curta-metragens de Barney durou até 1954, quando Lundy retirou-se do estúdio e pelo fato de nessa época, a MGM já sofrer com a chegada da televisão e por diversos problemas financeiros que logo fariam fechar o estúdio, três anos depois, em 1957.
Barney não iria aparecer em novo material novo até The Tom and Jerry Comedy Show produzido pela Filmation, em 1980. Mais recentemente, apareceu nos filmes de Tom & Jerry lançados diretamente em vídeo: Tom and Jerry: Robin Hood and His Merry Mouse de 2012  e em Tom and Jerry's Giant Adventure de 2013. Giant Adventure mostra Barney novamente com Benny Burro.

## Curtas-metragens
Dirigidos por Rudolph Ising
- The Bear That Couldn't Sleep (1939)
- The Fishing Bear (1940)
- The Prospecting Bear (1941)
- The Rookie Bear (1941)
- The Flying Bear (1941)
- The Bear and the Beavers (1942)
- Wild Honey (1942)
- Barney Bear's Victory Garden (1942)
- Bah Wilderness (1943)
- The Uninvited Pest (1943)

Dirigidos por George Gordon
- Bear Raid Warden (1944)
- Barney Bear's Polar Pest (1944)
- The Unwelcome Guest (1945)

Dirigidos por Preston Blair e Michael Lah
- The Bear and the Bean (1948)
- The Bear and the Hare (1948)
- Goggle Fishing Bear (1949)

Dirigidos por Dick Lundy
- The Little Wise Quacker (1952)
- Busybody Bear (1952)
- Barney's Hungry Cousin (1953)
- Cobs and Robbers (1953)
- Heir Bear (1953)
- Wee-Willie Wildcat (1953)
- Half-Pint Palomino (1953)
- The Impossible Possum (1954)
- Sleepy-Time Squirrel (1954)
- Bird-Brain Bird Dog (1954)